# Чекмезов, Сергей Викторович
Сергей Викторович Чекмезов (род. 10 октября 1963) — советский и российский футболист, вратарь.

## Карьера
Воспитанник алма-атинского футбола. В начале 80-х был зачислен в клуб СКИФ, выступавший во 2-й лиге.
В 1987 провел 23 игры за «Шахтёр» (Караганда), а уже на следующий год был приглашен в клуб высшей лиги «Кайрат» из Алма-Аты.
Проведя 2 сезона в «Кайрате», в 1990 перешёл в московское «Торпедо». За основу москвичей ни одного матча так и не сыграл и в 1991 году принял приглашение сочинской «Жемчужины». За 3 сезона поднялся вместе с клубом из второй низшей лиги СССР до высшей лиги России.
В 1994 перешёл в самарские «Крылья Советов», где провел 17 игр. В 1995 году пребывал в новороссийском «Черноморце».
В 1996—1997 играл во Второй лиге за клуб «Энергия» из города Чайковский. В 1998 отстоял 4 матча в воротах краснодарской «Кубани», выступавшей тогда в Первом дивизионе. С 1999 по 2001 три сезона отыграл во Втором дивизионе за новосибирский «Чкаловец», «КАМАЗ-Чаллы» (Набережные Челны) и сочинскую «Жемчужину».
С 2003 года на тренерской работе. Работал в «Урале», затем перебрался в Казахстан.